# Championnat de Belgique masculin de basket-ball
Ne doit pas être confondu avec BNXT League.
Le championnat de Belgique de basket-ball était une compétition annuelle de basket-ball en Belgique disputée depuis 1928. La compétition était appelée communément "EuroMillions Basketball League". Elle regroupait, sous réserve de l'obtention d'une licence à la suite d'un audit essentiellement budgétaire et financier, les dix meilleures équipes masculines du royaume. L'organisation est confiée à la ligue professionnelle de basket-ball (Pro Basketball League). 
Le championnat de Belgique de basket-ball a disparu en 2021 à la suite de la fusion des ligues belges et néerlandaise, pour former la BNXT League. Le titre de champion de Belgique continue cependant d'être attribué par le biais des play-offs belges intégrés dans la nouvelle compétition. 

## Historique
- Avant la saison 2007-2008, Atomia Bruxelles a renoncé à la compétition en D1 pour raisons financières, malgré l'obtention de la licence. Le club de BG Leuven, relégué sportivement mais en ordre de licence, a été repêché pour compléter le tableau. Au vu des termes de l'accord de repêchage, aucune équipe ne devait descendre en division 2 à la fin de la saison. Pour compenser la perte d'intérêt sur la lutte contre la relégation, les play-offs ont été élargis exceptionnellement à 6 équipes. Un tour préliminaire a fait se rencontrer les 3°/6° et les 4°/5° de la saison régulière. Premier et deuxième étaient directement qualifiés pour la demi-finale. La règle des dix équipes n'est plus d'actualité depuis la saison 2014-2015 puisque le championnat se dispute désormais à onze équipes à la suite de la venue du club limbourgeois « Limburg United ».
- Pour la saison 2008-2009, aucune équipe de D2 ne s'attendant à monter en D1 (cf. accord ci-dessus), aucune n'a constitué de dossier pour solliciter de licence. Cependant, Euphony Bree, premier de la saison régulière et vice-champion, n'a pas satisfait aux exigences financières et s'est vu refuser le sésame. Le club est maintenu en division 2 et la saison 2008-2009 de l'élite compte 9 équipes.
- Depuis 2009, il n'y a plus eu de candidat à la montée et le dernier n'a pas été relégué, ce qui fait que le championnat est resté à 9 équipes jusqu'à la saison 2011-2012
- En fin de saison 2011-2012, Optima Gent n'a pas introduit de demande de licence pour la saison suivante, ce qui a entrainé sa relégation en division 2 et la diminution du nombre d'équipes à 8.
- La règle sera de nouveau d'application lors de la saison 2013-2014 avec les demandes introduites, et validées, par les Kangoeroes Boom et l'Excelsior Brussels.
- Le championnat s'étend à 11 équipes en 2014-2015.
- Le 11 décembre 2020, après plusieurs années de discussions, la Pro Basketball League belge et la Dutch Basketball League néerlandaise officialisent la création d'un championnat belge et néerlandais commun (BNXT League)[1]. La saison 2020-2021 marque donc la dernière édition du championnat belge créé en 1928. Dans le nouveau format le titre de champion de belgique est maintenu.

## Formule
Pour la saison 2019-2020 la Pro Basketball League a dévoilé une nouvelle formule pour la saison régulière et les playoffs. La formule est conservée pour la saison 2020-2021.

### Saison régulière
La saison régulière est prévue en deux phases mais les reports liés à la pandémie de Covid-19 en Belgique ont bouleversé l'ordre des rencontres et les deux phases sont entremêlées.
Pour la première phase, les équipes sont réparties en deux groupes de cinq selon leur classement de la saison précédente. Le groupe A contient les équipes qui ont terminé la saison précédente à un rang impair (1er, 3e, 5e, 7e et 9e) et le groupe B rassemble celles de rang pair (2e, 4e, 6e, 8e et 10e). Les équipes de chaque groupe s'affrontent en aller-retour. Chaque équipe dispute ainsi 8 rencontres dans la première phase.
Pour la seconde phase, les dix équipes se réunissent dans un seul groupe et conservent leurs points de la première phase. Chaque équipe s'affronte en aller-retour sur un total de 18 rencontres par équipe. À l'issue de la saison régulière, chaque équipe aura disputée 26 rencontres.

### Playoffs
À l'issue de la saison régulière d'EuroMillions Basketball League les 8 meilleures équipes se qualifient pour les playoffs qui se déroulent selon un tableau prédéfini.
Les quarts de finale opposent le premier au huitième (match 1), le deuxième au septième (match 2), le troisième au sixième (match 3) et le quatrième au cinquième (match 4). Ils sont joués en aller, retour et match d'appui si chaque équipe a gagné un match.
Les demi-finales se disputent selon le même format. Le vainqueur du match 1 affronte le vainqueur du match 4 et le vainqueur du match 2 celui du match 3.
Enfin, la finale prend la forme d'une série au meilleur des 5 rencontres. La première équipe à trois victoires est donc sacrée championne de Belgique.

## Palmarès
Malgré le remplacement du championnat de Belgique par la BNXT League en 2021, le titre de champion de Belgique continue d'être attribué par le biais des play-offs belges intégrés dans la nouvelle compétition.
Le nombre entre parenthèses indique le total des titres.
Champion : 
- 1927-1928 : Brussels AC (1)
- 1928-1929 : Daring BC (1)
- 1929-1930 : Brussels AC (2)
- 1930-1931 : Brussels AC (3)
- 1931-1932 : Daring BC (2)
- 1932-1933 : Brussels AC (4)
- 1933-1934 : Daring BC (3)
- 1934-1935 : Amicale Sportive (1)
- 1935-1936 : Amicale Sportive (2)
- 1936-1937 : Fresh Air (1)
- 1937-1938 : Fresh Air (2)
- 1938-1939 : Royal IV (1)
- 1939-1940 : Pas de championnat
- 1940-1941 : Pas de championnat
- 1941-1942 : Royal IV (2)
- 1942-1943 : Pas de championnat
- 1943-1944 : Pas de championnat
- 1944-1945 : Pas de championnat
- 1945-1946 : Semailles (1)
- 1946-1947 : Semailles (2)
- 1947-1948 : Semailles (3)
- 1948-1949 : Semailles (4)
- 1949-1950 : Semailles (5)
- 1950-1951 : Semailles (6)
- 1951-1952 : Royal IV (3)
- 1952-1953 : Royal IV (4)
- 1953-1954 : Royal IV (5)
- 1954-1955 : Hellas Gand (1)
- 1955-1956 : Antwerpse BC (1)
- 1956-1957 : Royal IV (6)
- 1957-1958 : Royal IV (7)
- 1958-1959 : Antwerpse BC (2)
- 1959-1960 : Antwerpse BC (3)
- 1960-1961 : Antwerpse BC (4)
- 1961-1962 : Antwerpse BC (5)
- 1962-1963 : Antwerpse BC (6)
- 1963-1964 : Antwerpse BC (7)
- 1964-1965 : RC Malines (1)
- 1965-1966 : RC Malines (2)
- 1966-1967 : RC Malines (3)
- 1967-1968 : Standard BC de Liège (1)
- 1968-1969 : RC Malines (4)
- 1969-1970 : Standard BC de Liège (2)
- 1970-1971 : Bus Lierre (1)
- 1971-1972 : Bus Lierre (2)
- 1972-1973 : Antwerpse BC (8)
- 1973-1974 : RC Malines (5)
- 1974-1975 : RC Malines (6)
- 1975-1976 : RC Malines (7)
- 1976-1977 : Standard BC de Liège (3)
- 1977-1978 : Fresh Air (3)
- 1978-1979 : Fresh Air (4)
- 1979-1980 : RC Malines (8)
- 1980-1981 : BC Ostende (1)
- 1981-1982 : BC Ostende (2)
- 1982-1983 : BC Ostende (3)
- 1983-1984 : BC Ostende (4)
- 1984-1985 : BC Ostende (5)
- 1985-1986 : BC Ostende (6)
- 1986-1987 : RC Malines (9)
- 1987-1988 : BC Ostende (7)
- 1988-1989 : RC Malines (10)
- 1989-1990 : RC Malines (11)
- 1990-1991 : RC Malines (12)
- 1991-1992 : RC Malines (13)
- 1992-1993 : RC Malines (14)
- 1993-1994 : RC Malines (15)
- 1994-1995 : BC Ostende (8)
- 1995-1996 : Spirou Charleroi (1)
- 1996-1997 : Spirou Charleroi (2)
- 1997-1998 : Spirou Charleroi (3)
- 1998-1999 : Spirou Charleroi (4)
- 1999-2000 : Racing Basket Anvers (1)
- 2000-2001 : BC Ostende (9)
- 2001-2002 : BC Ostende (10)
- 2002-2003 : Spirou Charleroi (5)
- 2003-2004 : Spirou Charleroi (6)
- 2004-2005 : Euphony Bree (1)
- 2005-2006 : BC Ostende (11)
- 2006-2007 : BC Ostende (12)
- 2007-2008 : Spirou Charleroi (7)
- 2008-2009 : Spirou Charleroi (8)
- 2009-2010 : Spirou Charleroi (9)
- 2010-2011 : Spirou Charleroi (10)
- 2011-2012 : BC Ostende (13)
- 2012-2013 : BC Ostende (14)
- 2013-2014 : BC Ostende (15)
- 2014-2015 : BC Ostende (16)
- 2015-2016 : BC Ostende (17)
- 2016-2017 : BC Ostende (18)
- 2017-2018 : BC Ostende (19)
- 2018-2019 : BC Ostende (20)
- 2019-2020 : BC Ostende (21)
- 2020-2021 : BC Ostende (22)

BNXT League
- 2021-2022 : BC Ostende (23)
- 2022-2023 : BC Ostende (24)
- 2023-2024 : BC Ostende (25)
- 2024-2025 : BC Ostende (26)

### Tableau d'honneur
| Cl. | Équipes                       | Titre(s) | Saison(s) | Division actuelle |
| --- | ----------------------------- | -------- | --- | ----------------- |
| 1   | BC Ostende                    | 26       | 1981, 1982, 1983, 1984, 1985, 1986, 1988, 1995, 2001, 2002, 2006, 2007, 2012, 2013, 2014, 2015, 2016, 2017, 2018, 2019, 2020, 2021, 2022, 2023, 2024, 2025 | BNXT League       |
| 2   | Racing Club Malines           | 15       | 1965, 1966, 1967, 1969, 1974, 1975, 1976, 1980, 1987, 1989, 1990, 1991, 1992, 1993, 1994                                                                   | Disparu (1995)    |
| 3   | Spirou Charleroi              | 10       | 1996, 1997, 1998, 1999, 2003, 2004, 2008, 2009, 2010, 2011                                                                                                 | BNXT League       |
| 4   | Antwerpse Basket Club         | 8        | 1956, 1959, 1960, 1961, 1962, 1963, 1964, 1973 | Disparu (1995)    |
| 5   | Royal IV                      | 7        | 1939, 1942, 1952, 1953, 1954, 1957, 1958 | Disparu           |
| 6   | Semailles                     | 6        | 1946, 1947, 1948, 1949, 1950, 1951 | Disparu           |
| 7   | Brussels Athletic Club        | 4        | 1928, 1930, 1931, 1933 | Disparu           |
| -   | Fresh Air                     | 4        | 1937, 1938, 1978, 1979 | D5                |
| 9   | Daring Basket Club            | 3        | 1929, 1932, 1934 | Disparu           |
| -   | Standard Basket Club de Liège | 3        | 1968, 1970, 1977 | Disparu (1985)    |
| 10  | Amicale Sportive              | 2        | 1935, 1936 | Disparu           |
| -   | Bus Lierre                    | 2        | 1971, 1972 | Disparu (1978)    |
| 13  | Hellas Gand                   | 1        | 1955 | Disparu (2019)    |
| -   | Antwerp Giants                | 1        | 2000 | BNXT League       |
| -   | Euphony Bree                  | 1        | 2005 | Disparu (2010)    |

## Prix MVP-Le Soir
De 2001 à 2018, le journal Le Soir organise la remise du prix du MVP (meilleur joueur) de la saison régulière écoulée. Les 44 votants pour ce titre prestigieux sont les coachs de D1, deux joueurs par club, des dirigeants, des journalistes et des personnalités du basket belge. À partir de la saison 2018-2019 le prix est décerné par Het Nieuwsblad. 
En 2021 le championnat est dissout et remplacé par la BNXT League. Le prix de MVP du championnat de Belgique devient ainsi le prix de MVP de BNXT League, comprenant les clubs belges et néerlandais.
| Année | Joueur                  | Nationalité | Équipe    |
| ----- | ----------------------- | ----------- | --------- |
| 2001  | Virginijus Praškevičius | Lituanie    | Ostende   |
| 2002  | Ralph Biggs (en)        | Belgique    | Ostende   |
| 2003  | Marcus Faison           | Belgique    | Charleroi |
| 2004  | Andre Riddick           | États-Unis  | Charleroi |
| 2005  | Marcus Faison           | Belgique    | Charleroi |
| 2006  | George Evans (en)       | États-Unis  | Mons      |
| 2007  | Len Matela (en)         | États-Unis  | Anvers    |
| 2008  | D'or Fischer            | Israël      | Bree      |
| 2009  | Matt Lojeski            | Belgique    | Ostende   |
| 2010  | Will Thomas             | Géorgie     | Liège     |
| 2011  | Demond Mallet           | États-Unis  | Charleroi |
| 2012  | Chris Copeland          | États-Unis  | Alost     |
| 2013  | Matt Lojeski            | Belgique    | Ostende   |
| 2014  | Dušan Đorđević          | Serbie      | Ostende   |
| 2015  | Dušan Đorđević          | Serbie      | Ostende   |
| 2016  | Ioana Tofi              | États-Unis  | Alost     |
| 2017  | Jason Clark             | États-Unis  | Anvers    |
| 2018  | Jean Salumu             | Belgique    | Ostende   |
| 2019  | Paris Lee               | États-Unis  | Anvers    |
| 2020  |                         |             |           |
| 2021  | Vladimir Mihailovic     | Monténégro  | Alost     |